# Сідік
Сідік (іноді Седік, Сіджик, вимовляється:[seˈʔediq],[səˈdiq],[səˈʔəɟiq]; кит.: 賽德克族; піньїнь: Sàidékèzú) — корінне населення Тайваню, яке проживає переважно в повітах Наньтоу та Хуалянь. Їхня мова також відома як сідікська мова.
Сідіки стали 14-ю офіційно визнаною спільнотою корінного населення Тайваню. Визнання вони отримали 23 квітня 2008 року. Раніше сідіки разом із близькоспорідненим народом турку класифікувалися як атаяли.

## Основні події

### Події Вуше
Починаючи з 1897 року, японці розпочали програму будівництва доріг, яка привела їх на територію корінного населення. Це вважалося проникненням. Контакти та конфлікти загострилися, деякі корінні жителі були вбиті. У 1901 році в боях з японцями корінне населення знищило 670 японських вояків. У результаті цього в 1902 році японці ізолювали Уше.
Між 1914 і 1917 роками японські війська здійснили агресивну програму «умиротворення», в результаті чого було вбито багато людей, які чинили опір. У цей час лідер Махебо, Мона Рудао, намагався протистояти правлінню Японії, але двічі зазнав невдачі, оскільки його плани були розголошені. З третьої спроби він організував сім із дванадцяти груп для боротьби проти японських військ.

### Події Сіньчен
Коли японські солдати ґвалтували корінних жінок, двоє лідерів і двадцять чоловіків убили тринадцять японських солдатів.

### Реньчжигуанські події, 1902 рік
Після захоплення рівнини японці отримали контроль над Вуше. Деякі з тгдайців, які чинили опір японцям, були розстріляні. Через це знову спалахнули бої, що призвело до інциденту Вуше.

### Інцидент у Зімейюані, 1903 рік
У 1903 році японці розпочали каральну експедицію, щоб помститися за попередню втрату під Реньчжигуань.

### Трукська війна, 1914 рік
Японці хотіли підкорити плем'я Труку. Після восьми років дослідження території вони вторглися до них в 1914 році. Дві тисячі корінного населення взяли участь у опорі вторгненню. Японці застосували проти аборигенів 200 кулеметів і 10 000 солдатів, але під час війни генерал-губернатор Японії Сакума Самата отримав тяжкі поранення, що призвело до його смерті.

### Інцидент Уше, 1930 рік

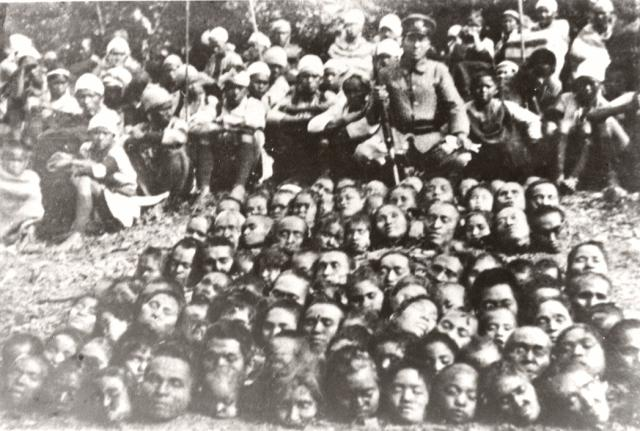
Повстанці та діти з числа аборигенів седіків (див. нижній 5-й ліворуч) обезголовлені прояпонськими тубільцями під час інциденту Муша

Інцидент Муша (китайською та японською: 霧社事件; піньїнь: Wùshè Shìjiàn; Вейд–Джайлз: Wu4-she4 Shih4-chien4; rōmaji: Musha Jiken; Pe̍h-ōe-jī: Bū-siā Sū-kiāⁿ), також відомий як Повстання Уше та кілька інших подібних назв почалося в жовтні 1930 року і було останнім великим повстанням проти колоніальних сил Японії на японському Тайвані. У відповідь на тривале гноблення з боку японської влади корінне населення сідіків у Муші (Вуше) напало на село, убивши понад 130 японців. У відповідь японці розпочали невпинну контратаку, убивши у відповідь понад 600 сідіків. Те, як японська влада впоралася з інцидентом, різко розкритикували, що призвело до багатьох змін у політиці щодо тубільців.

## У масовій культурі
Народ сідіків був помітно представлений у тайванському історичному драматичному фільмі 2011 року «Сідік Бейл», який зобразив інцидент Уше 1930 року разом із попередніми інцидентами Реньчжигуань і Зімейюань. Інцидент Уше був тричі зображений у фільмах, у тому числі в 1957 році у фільмі 青山碧血 Цин Шан бі сюе, Він також був зображений у телевізійній драмі 2003 року Дана Сакура.
Альбоми Seediq Bale (2007) і Takasago Army (2011) тайванського екстремального метал-гурту Chthonic розповідають про досвід народу сідіків у першій половині ХХ століття, представлений через вигадані оповіді.

## Відомі люди

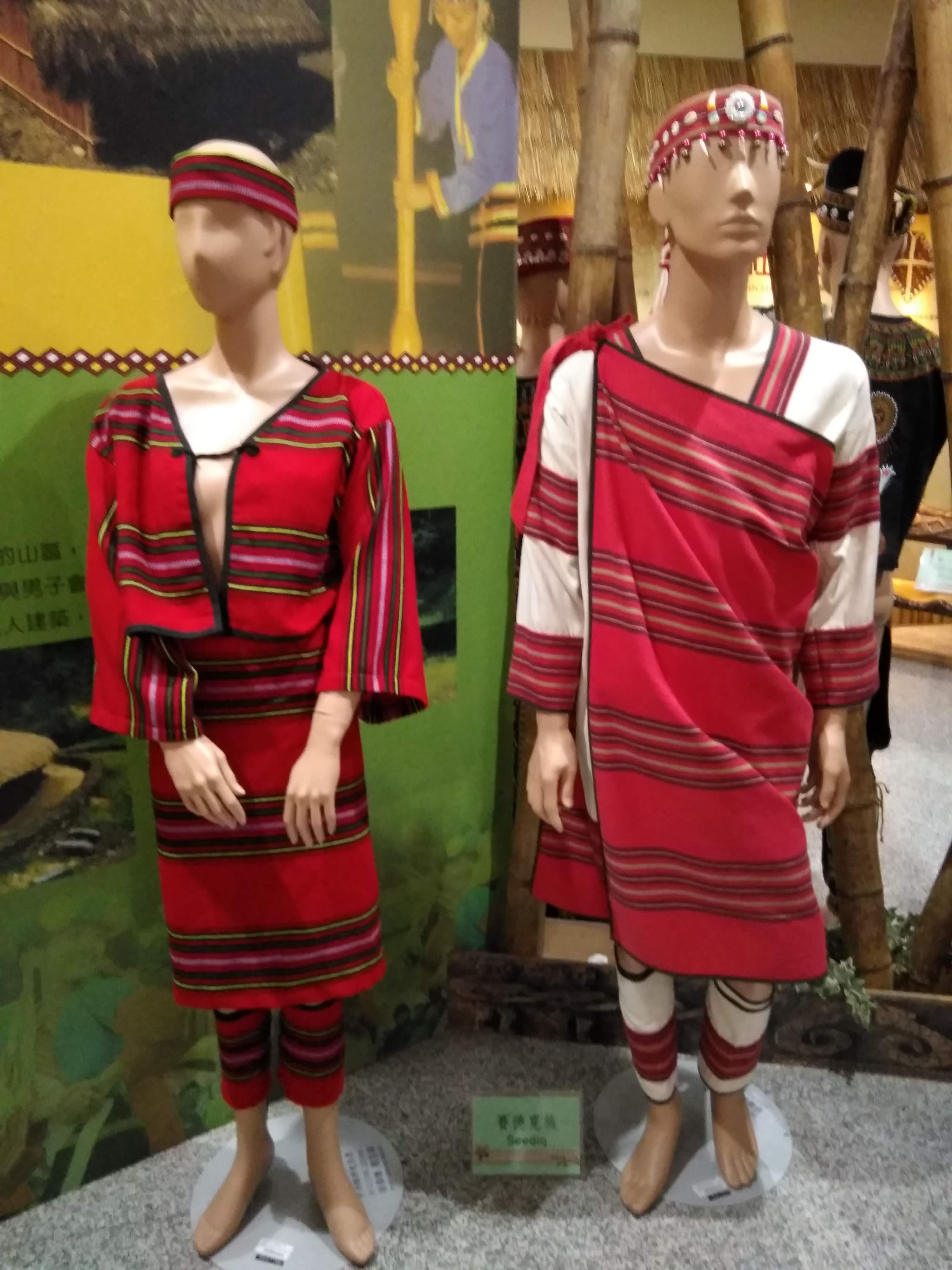
Одяг сідіків

- Іван Наві, заступник міністра Ради корінних народів
- Мона Рудао, головна фігура під час інциденту Уше та національний герой Тайваню.
- Валіс Перін, політик, римо-католицький священик і міністр Ради корінних народів з 2005 по 2007 рік.
- Кун Веньчі, тайванський законодавець